# Dietrich Boldewan
Dietrich Boldewan (wirksam 1487–1499, Lebensdaten unbekannt) war Ende des 15. Jahrhunderts Bürgermeister der Hansestadt Rostock.

## Leben
Dietrich Boldewan war einer der herausragenden Stadtpolitiker in Rostock in der Zeit der Rostocker Domfehde, die am 14. Januar 1487 ausbrach, weil die Jakobikirche gegen den Willen der Bürgerschaft von den mecklenburgischen Herzögen zum Dom erhoben wurde und das neue Domkapitel mit der Universität Rostock verbunden werden sollte. Er richtete sich auch gegen die Rostocker Bürgermeister Barthold Kerkhave und Arndt Hasselbeck, die die Einrichtung des Kollegiatstifts zugelassen hatten und aus der Stadt fliehen mussten. Führer des bewaffneten Aufstands war der Rostocker Handwerker Hans Runge. Gleich am ersten Tag des Aufstands wurde der neue Dompropst Thomas Rode von den Aufständischen ermordet. Die Universität Rostock reagierte mit ihrem ersten Auszug, zunächst nach Wismar, dann weiter nach Lübeck. 1489 verlas Dietrich Boldewan die Anklage gegen die beiden entflohenen Bürgermeister. Da der Rat durch weitere entflohene Ratsherren nicht mehr vollständig besetzt war, erzwang Hinrich Runge die Selbstergänzung der unbesetzten Ratssitze und Dietrich Boldewan wurde 1489 Ratsherr und Bürgermeister Rostocks. Er nahm sogleich Friedensverhandlungen mit den Streitparteien auf, die auch durch den Rat der Hansestadt Lübeck unter Bürgermeister Heinrich Brömse vermittelnd begleitet wurden und 1490 zu einer Aussöhnung des Alten mit dem Neuen Rat der Stadt führten. Dies führte zu einem Aufflammen des Aufstands unter Führung von Hinrich Runge, der sich nun auch gegen den Neuen Rat unter Bürgermeister Dietrich Boldewan wandte. Dies hatte am 14. April 1492 als Gegenreaktion die Festnahme von Hinrich Runge mit neun seiner Rädelsführer zur Folge. Runge wurde noch am gleichen Tag auf der Rostocker Richtstätte gemeinsam mit dem weiteren Rädelsführer Krückeberg hingerichtet. Am 14. Mai 1492 wurde der Streit zwischen den Parteien unter Vermittlung von Städten des Wendischen Quartiers der Hanse unter Führung Lübecks beigelegt. Boldewan war noch 1499 Bürgermeister von Rostock.